# Siddur
Siddur (ebraico: סידור, pl. Siddurim), è il libro quotidiano di preghiere ebraiche.
Esistono diversi tipi di siddurim, a seconda dei riti. I principali sono:
- ashkenazita - degli ebrei dell'Europa Centro-Orientale;
- sefardita - degli ebrei originari della penisola iberica espulsi nel 1492 dalla Spagna ed espulsi nel 1497 dal Portogallo: quelli che non lasciarono il Portogallo si videro costretti a convertirsi ufficialmente al cristianesimo, ma nell'ambito della vita familiare rimasero fedeli all'ebraismo;
- italki - degli ebrei italiani;
- romaniota - degli ebrei greci.